# Justin Tuck
(en) Statistiques sur pro-football-reference
Justin Lee Tuck, né le 29 mars 1983 à Kellyton (Alabama), est un ancien joueur américain de football américain évoluant au poste de defensive end.
Étudiant à l'université Notre-Dame, il y joue comme defensive end pour l'équipe NCAA des Fighting Irish de Notre Dame entre 2002 à 2004.
Il est drafté en 2005 à la 74e place (troisième tour) par les Giants de New York. Il passe les deux premières saisons en soutien des titulaires Michael Strahan et Osi Umenyiora. En 2008, la retraite de Michael Strahan le place comme titulaire.
Il a remporté le Super Bowl XLII, le Super Bowl XLVI et a été sélectionné au Pro Bowl 2008 et 2010.
Il termine sa carrière chez les Raiders d'Oakland après y avoir signé en 2014 un contrat de 2 ans.

## Biographie
Justine est né à Kellyton en Alabama le 29 mars 1983. Il commence le football américain au sein de l'école supérieure de Central Coosa County en Alabama. Il y joue sous les ordres du légendaire entraîneur Andrew Slome. Ses équipes favorites étaient les 49ers de San Francisco et les Cowboys de Dallas. Son sport favori était néanmoins le Basketball.
Bien qu'il commence à jouer au football à l'âge de 7 ans, il ne prend ce sport au sérieux que lors de son année freshman à l'école supérieure. Il y débute comme Quarterback avant de changer pour devenir Tight End et finalement Defensive End.
En 2000, lors de son année senior, il reçoit la distinction du joueur de l'année en Classe 4A d'Alabama.
Au cours de sa carrière à Central-Coosa, Tuck enregistrera 492 tackles, 37 sacks, 26 fumbles forcés, et 17 fumble recouverts. Comme Tight End, il enregistrera 115 réceptions pour 2 106 yards et 17 TDs.
Il est également à noter que Tuck remportera à 2 reprises le championnat de l'état avec son équipe de Basketball.

### La carrière universitaire en NCAA
Tuck reçoit une bourse d'athlète et intègre l'Université de Notre Dame où il joue pour l'équipe de football des Fighting Irish de 2001 à 2004.
Il ne joue pas lors de sa première année freshman mais lors de sa seconde année comme sophomore, il intègre l'équipe et joue des bribes de match pour un total de 180 minutes. Il signe son premier sack universitaire contre Michigan State. Malgré son temps de jeu limité et sa seule titularisation lors du match contre les Rutgers, Tuck est désigné comme third-team freshman du pays par The Sporting News.
Tuck améliore sa productivité lors de ses deux dernières années à Notre Dame. En 2003, il termine la saison avec 13,5 sacks, 19 tackles pour perte et 3 fumbles forcés avant de se blesser au genou lors du match contre Syracuse. Tuck sera souvent couvert par deux adversaire en 2004 mais malgré un problème persistant au genou (séquelle de la saison précédente) et sans avoir participé à l'Insight.com Bowl (perdu contre Oregon State), il terminera sa saison avec 47 tackles, 6 sacks et 14 arrêts pour perte.
Surnommé The Freak (Le Monstre) par ses coéquipiers à cause de son jeu assez rude, Tuck détient plusieurs records comme joueur défensif à Notre Dame. Dépassant le précédent record de 22,5 sacks détenu par Kory Minor, Tuck termine sa carrière à Notre Dame avec 24,5 sacks. Ses 43 tackles pour perte et 13,5 sacks sur une seule saison constituent deux autres records de l'équipe.
Il y a obtenu en mai 2015 son diplôme en gestion.

### Statistiques en NCAA
| Stats. Justin Tuck | Stats. Justin Tuck | Stats. Justin Tuck | Stats. Justin Tuck | Stats. Justin Tuck | Matchs | Tackles | Tackles | Tackles | Tackles | Tackles | Fumbles |
| Saisons            | Conf.              | Écoles             | Cl.                | Pos.               | M.J.   | Solo    | Ast.    | Tot.    | Loss    | Sk.     | FF      |
| 2001               | Indépendants       | ND                 | FR                 | DE                 | 0      | 0       | 0       | 0       | 0       | 0       | 0       |
| 2002               | Indépendants       | ND                 | So                 | DE                 | 13     | 33      | 11      | 44      | 10      | 5       | 1       |
| 2003               | Indépendants       | ND                 | JR                 | DE                 | 12     | 43      | 30      | 73      | 19      | 13,5    | 3       |
| 2004               | Indépendants       | ND                 | SR                 | DE                 | 11     | 27      | 20      | 47      | 14      | 6       | 0       |
| Carrière NCAA      | Carrière NCAA      | Carrière NCAA      | Carrière NCAA      | Carrière NCAA      | 36     | 103     | 61      | 164     | 43      | 24,5    | 4       |

### Carrière en NFL

#### La Draft
| Données mesurées lors du NFL Scouting Combine 2005 | Données mesurées lors du NFL Scouting Combine 2005 | Données mesurées lors du NFL Scouting Combine 2005 | Données mesurées lors du NFL Scouting Combine 2005 | Données mesurées lors du NFL Scouting Combine 2005 | Données mesurées lors du NFL Scouting Combine 2005 | Données mesurées lors du NFL Scouting Combine 2005 | Données mesurées lors du NFL Scouting Combine 2005 | Données mesurées lors du NFL Scouting Combine 2005 | Données mesurées lors du NFL Scouting Combine 2005 | Données mesurées lors du NFL Scouting Combine 2005 |
| Taille                                             | Poids                                              | Long. bras                                         | Taille main                                        | 40 yds dash                                        | 10 yds split                                       | 20 yds split                                       | 20 yds shuttle                                     | 3 cone drill                                       | Dét. Vert.                                         | Dét. Long.                                         |
| -------------------------------------------------- | -------------------------------------------------- | -------------------------------------------------- | -------------------------------------------------- | -------------------------------------------------- | -------------------------------------------------- | -------------------------------------------------- | -------------------------------------------------- | -------------------------------------------------- | -------------------------------------------------- | -------------------------------------------------- |
| 1,94 m (6 ft 4,5 in)                               | 116 kg (256 lb)                                    | 83,82 cm (33 in)                                   | 24,35 cm (9 5/8 in)                                | 4.62 s                                             | -                                                  | -                                                  | 4,29 s                                             | 7,33 s                                             | 95,25 cm (37,5 in)                                 | 2,99 m (9 ft 10 in)                                |

#### Les Giants de New York
Bien que prévu pour être sélectionné vers la moitié du premier tour de la Draft 2005 de la NFL, Tuck ne fut choisi qu'en 74e place lors du 3e tour par les Giants de New York. Le 29 juillet 2005, il y signe un contrat de 4 ans pour un salaire de 2,36 M. $ dont 737 000$ de bonus à la signature.

##### 2005 et 2006
Sa saison rookie en NFL le situe en troisième place des defensive end de l'équipe derrière le Pro Bowler Michael Strahan et Osi Umenyiora. Son rôle se limite à jouer en équipe spéciales ou comme premier remplaçant à chaque poste de defensive end. Au total, il jouera 14 matchs de saison régulière (dont 1 match comme titulaire) et le match de NFC Wild Cart. Il réalise son premier sack en NFL contre les rivaux éternels de Dallas. Il termine la saison 2005 avec 33 tackles, 1 sack, 2 passes défendues, 1 fumble forcé et 18 tackles en équipes spéciales.
Il ne participera qu'à six matchs au cours de sa saison sophomore en 2006, à cause d'une blessure encourue le 23 octobre 2006 lors du Monday Night Football (victoire contre les Cowboys de Dallas). Le 17 novembre 2006, il est opéré au pied avec succès.
Sur la saison, il n'enregistre que 2 tackles en solo.

##### 2007 et Super Bowl XLII

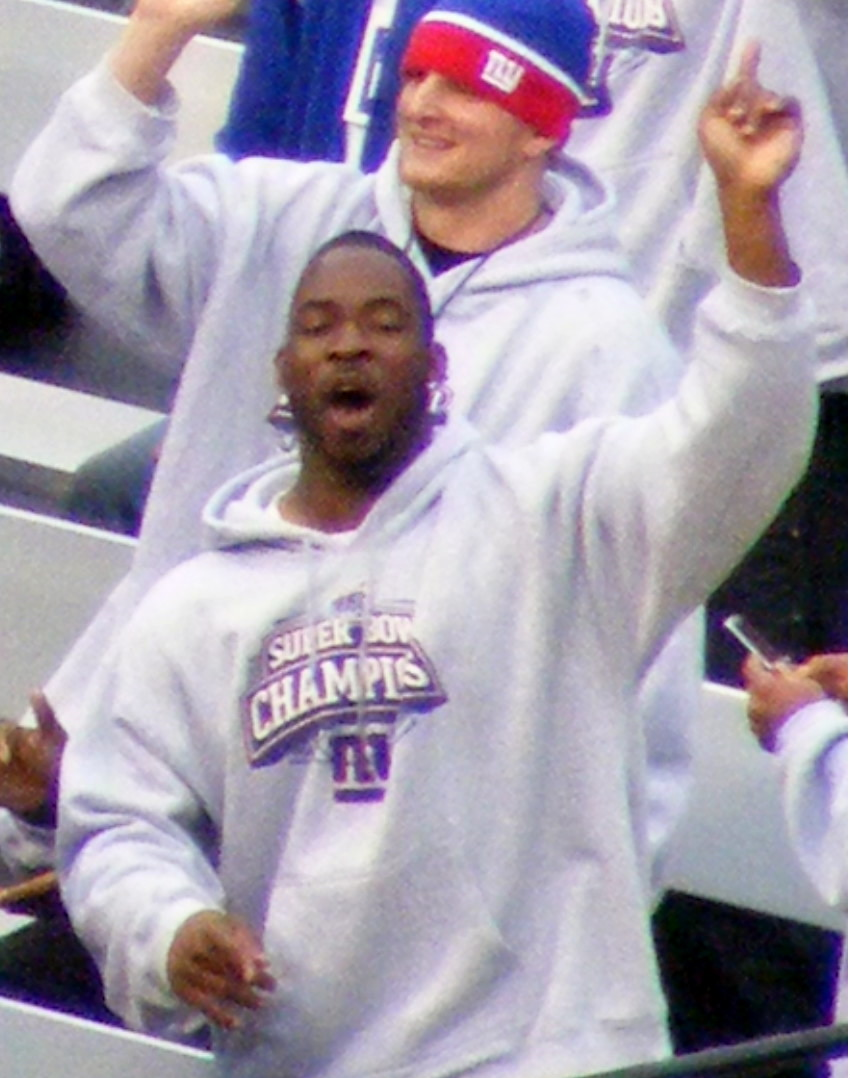
Justin Tuck lors de la parade après le SB XLII

Même s'il ne commence que deux matchs comme titulaire en 2007, Tuck réalisera sa meilleure saison régulière avec 65 tackles, 10 sacks et 2 fumbles forcés. Pendant la saison, Tuck joue alternativement avec Michael Strahan et Osi Umenyiora au poste de defensive end et lors de certains jeux, il est placé avec Mathias Kiwanuka au poste de defensive tackle (avec Strahan et Umenyiora aux postes de defenvive end) regroupant ainsi 4 defensive end en pass rush. Un schéma qu'apprécie le coordinateur défensif Steve Spagnuolo pour apporter plus de pression sur le quarterback adverse,.
Le 18 janvier 2008, Tuck signe une extension de contrat lucrative avec les Giants de 30 M. $ dont 16 M. $ garantis avec 9 M. $ de bonus à la signature.
Devant une assistance record en télévision (97.5 million de téléspectateurs), Tuck réussit un match spectaculaire lors du Super Bowl XLII en créant une énorme pression sur Tom Brady, le quarterback adverse des New England Patriots. Il réalise 2 sacks et 1 fumble forcé. Selon Tuck, lui et Brady, au cours de jeux assez physiques, s'échangèrent quelques nom d'oiseaux. Le score du match étant assez bas, plusieurs connaisseurs estimèrent que Tuck méritait plus le titre du Super Bowl MVP que le quarterback Eli Manning,,,,.

##### 2008
Le 18 janvier 2008, Tuck est récompensé avec une extension de contrat,,.
Avant le début des mini camps en mai, Tuck et les Giants sont invités par le président Bush à la Maison Blanche en l'honneur de leur victoire au Super Bowl XLIX. Tuck se met également à la pratique de la boxe dans le but d'améliorer sa coordination.
Michael Strahan ayant pris sa retraite, Tuck est promu comme titulaire au poste de Defensive End. Lorsqu'on lui demande s'il ressentait une certaine pression à la suite de cette promotion, il déclare : Pressure? No, I'm smart enough to realize there's only one Strahan and there will always only be one Strahan. I'm not trying to replace Michael Strahan. I'm just trying to fill in and do my best to help this football team win. I'm not pinning that pressure on my back, as far as going out there and getting 22 sacks in a season (De la pression? Je suis assez intelligent pour me rendre compte qu’il n’y a qu’un Strahan et qu’il n’y aura toujours qu’un Strahan. Je ne cherche pas à remplacer Michael Strahan. J’essaye juste d’aider cette équipe à gagner. Je ne vais pas m’ajouter de la pression sur le dos en tentant d’obtenir 22 sacks en une saison.)
Néanmoins, pour commencer la saison 2008, Tuck imitera à la perfection Michael Strahan puisqu'il réussira dès son premier jeu à sacker Jason Campbell, le quarterback des Redskins de Washington. Les Giants remportent le match contre leurs rivaux de division, 16 à 7. Tuck poursuit sur sa lancée du premier match de la saison en réalisant une grande performance contre les Rams de St. Louis.  Il termine le match avec 2 sacks et une interception retournée en touchdown pour une seconde victoire en autant de match.L'interception et son touchdown sont les premiers de la carrière de Tuck en NFL. Il s'agissait également de son premier TD depuis sa saison junior à Notre Dame.
Sur la saison 2008, Tuck totalisera 66 tackles, 12 sacks, 3 fumbles forcés, 2 passes déviées et 1 interception. Sa brillante prestation lui vaut une sélection au Pro Bowl 2008 comme Defensive End titulaire.
Il est également élu joueur All-Pro 2008 pour la première fois de sa carrière.

##### 2009
Tuck commence la saison 2009 comme favori de la NFC pour arriver au Super Bowl. Avec le retour de son coéquipier Osi Umenyiora, Tuck espérait que les équipes adverses lui mettent moins de double couverture qu'en fin de saison 2008.
Tuck joue très bien lors du match d'ouverture le 13 septembre 2009 contre les Redskins de Washington. Il y enregistre 2 tackles pour perte, 1,5 sacks et une passe déviée, contribuant à la victoire des Giants 23 à 17. Après le match, Tuck est désigné joueur Defensive End de la semaine en NFC.
Il se blesse en septembre à l'épaule gauche lors d'un contact avec Flozell Adams, homme de ligne des Cowboys de Dallas. Cette blessure perturbera son jeu tout le reste de la saison.
Il termine celle-ci avec 60 tackles, six sacks, six fumbles forcés et 8 passes déviées. Grâce à ces efforts, Tuck est désigné remplaçant pour le Pro Bowl 2009.

##### 2010
Tuck continue à jouer à un haut niveau pendant la saison 2010 et prouve qu'il forme avec Osi Umenyiora une des paires de Defensive End les plus craints en NFL.
Il enregistre ses meilleurs statistiques avec 76 tackles et 6 fumbles forcés. Il termine la saison avec 11,5 sacks à 1/2 unité de sa meilleure performance de 2008 (12 sacks).
Les plus belles prestations individuelles de Tuck seront réalisées lors des matchs contre les Bears de Chicago et les Eagles de Philadelphie. En semaine 4, contre Chicago, il réalise 1 fumble forcé et 3 des 10 sacks de son équipe contribuant ainsi à la victoire aux Giants 17 à 3. En semaine 15, contre Philadelphie, Tuck réussi 1,5 sacks mais les Giants perdent le match, terminant la saison avec un bilan de 10 victoires pour 6 défaites. Ils ratent les playoffs à la suite de cette défaite, les Eagles remportant la NFC East.
Tuck est sélectionné pour le Pro Bowl 2010 ainsi que dans la seconde équipe All-Pro.  Il est également classé 60e meilleur joueur de la NFL.

##### 2011 et Super Bowl XLVI
Tuck se bat contre les blessures lors de la saison 2011. Il ne commence que 11 matchs ne réalisant que 26 tackles et 5 sacks en saison régulière.
Néanmoins, les Giants se qualifient pour les playoffs et remportent le Super Bowl XLVI. Tuck participe aux 4 matchs d'après saison régulière comptabilisant 3,5 sacks dont 2 lors du Super Bowl. Tuck gagne ainsi une seconde bague.
Comme en 2008, beaucoup de personnes pensaient qu'il serait désigné MVP du match tant sa prestation avait été brillante mais c'est une nouvelle fois Eli Manning qui est désigné.

#### Les Raiders d'Oakland

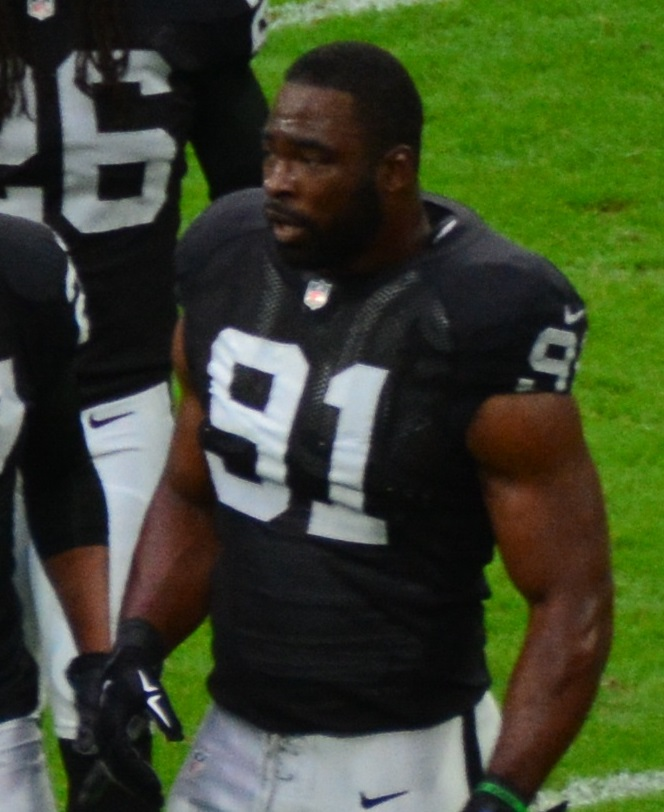
Justin Tuck chez les Raiders

##### 2014
Le 13 mars 2014, Tuck signe un contrat de 2 ans chez les Raiders d'Oakland pour 11 M.$. Tuck déclare qu'il avait signé ce contrat parce que l'offre que lui avaient faite les Giants constituait un réel manque de respect envers lui. Tuck gardera néanmoins de très bons contact avec ses deux équipiers, Victor Cruz et Eli Manning.
Il joue 15 des 16 matchs de l'équipe réalisant 37 tackles, 5 sacks, 2 fumble forcés et 1 interception.

##### 2015
Tuck ne jouera que 5 matchs sur la saison ne réalisant qu'1 seul sack et 7 tackles. Le 15 octobre 2015, il est placé sur injury reserve à la suite d'une blessure au thorax.
Le 1er février 2016, il annonce sa retraite après avoir presté 11 saisons en NFL

### Statistiques en NFL[37]
| Stats. Justin Pugh | Stats. Justin Pugh | Stats. Justin Pugh | Stats. Justin Pugh | Matchs | Matchs | Interceptions | Interceptions | Interceptions | Interceptions | Interceptions | Fumbles | Fumbles | Fumbles | Sacks et tackles | Sacks et tackles | Sacks et tackles |      |
| Saisons            | Équipes            | Pos.               | N°                 | M.J.   | M.T    | Int.          | Yds.          | TD            | + Long.       | PD            | FF      | FR      | TD      | Sk.              | Tkl.             | Ast.             | Sft. |
| 2005               | NYG                | DE                 | 91                 | 14     | 1      | 0             | 0             | 0             | 0             | 1             | 1       | 0       | 0       | 1                | 26               | 5                | 0    |
| 2006               | NYG                | DE                 | 91                 | 6      | 0      | 0             | 0             | 0             | 0             | 0             | 0       | 0       | 0       | 0                | 6                | 4                | 0    |
| 2007               | NYG                | DE                 | 91                 | 16     | 2      | 0             | 0             | 0             | 0             | 2             | 2       | 0       | 0       | 10               | 48               | 17               | 0    |
| 2008               | NYG                | DE                 | 91                 | 16     | 16     | 1             | 41            | 1             | 41            | 2             | 3       | 0       | 0       | 12               | 52               | 15               | 0    |
| 2009               | NYG                | DE                 | 91                 | 16     | 15     | 0             | 0             | 0             | 0             | 8             | 5       | 1       | 0       | 6                | 44               | 15               | 0    |
| 2010               | NYG                | DE                 | 91                 | 16     | 16     | 0             | 0             | 0             | 0             | 4             | 6       | 5       | 0       | 11,5             | 48               | 28               | 0    |
| 2011               | NYG                | DE                 | 91                 | 12     | 11     | 0             | 0             | 0             | 0             | 4             | 1       | 0       | 0       | 5                | 26               | 11               | 0    |
| 2012               | NYG                | DE                 | 91                 | 15     | 14     | 0             | 0             | 0             | 0             | 1             | 0       | 0       | 0       | 4                | 27               | 18               | 0    |
| 2013               | NYG                | DE                 | 91                 | 16     | 15     | 1             | -2            | 0             | -2            | 4             | 2       | 0       | 0       | 11               | 41               | 22               | 0    |
| 9 ans              | NYG                | DE                 | 91                 | 127    | 90     | 2             | 39            | 1             | 41            | 26            | 20      | 6       | 0       | 60,5             | 318              | 135              | 0    |
| 2014               | OAK                | DE                 | 91                 | 15     | 12     | 1             | 7             | 0             | 7             | 3             | 2       | 0       | 0       | 5                | 28               | 15               | 0    |
| 2015               | OAK                | DE                 | 91                 | 5      | 5      | 0             | 0             | 0             | 0             | 3             | 0       | 0       | 0       | 1                | 7                | 7                | 0    |
| 2 ans              | OAK                | DE                 | 91                 | 20     | 17     | 1             | 7             | 0             | 7             | 6             | 2       | 0       | 0       | 6                | 35               | 22               | 0    |
| Carrière NFL       | Carrière NFL       | Carrière NFL       | Carrière NFL       | 147    | 107    | 3             | 46            | 1             | 41            | 32            | 22      | 6       | 0       | 66,5             | 353              | 157              | 0    |

### Vie privée
Justin Tuck est marié à Lauran Williamson de Bucks County en Pennsylvanie, et ses parents se nomment Jimmy Lee et Elaine Tuck. Sa femme est comme lui diplômée de l'université de Notre Dame. Elle jouait comme Defensive Back au sein de l'équipe féminine de football américain et était également rédactrice pour le journal de l'université. Leur relation a débuté lors de l'année junior de Justin.
Son père, Jimmy Lee Tuck, construisit lui-même en 1973, la maison qui a abrité ses huit enfants et sa conjointe,.
Durant son enfance, Justin fut surnommé "He-Man" à cause de sa stature
Il est cousin avec le MLB Bobby Wagner des Seahawks de Seattle et l'ex-linebacker des Patriots de la Nouvelle-Angleterre Adalius Thomas.
Après avoir gagné le Super Bowl XLII, Tuck acquiert un certain niveau de célébrité dans son Alabama natal. Il déclarait : It was interesting when I went home (to Alabama). You couldn't go anywhere without people asking for your autograph or telling you congratulations or how proud they were of you and things like that. (C'était amusant de retourner à la maison (en Alabama). Je ne pouvait aller nulle part sans qu'on me demande un autographe, que l'on me félicite, qu'on me dise qu'ils étaient fiers de moi ou des choses comme ça).
Sa célébrité augmente également à New York quand le 20 février 2008, Tuck et le WR des Giants Amani Toomer sont honorés par Charles Rangel (membre du Congrès) à Harlem River Park. Cette cérémonie faisait suite à la victoire des Giants au Super Bowl XLII.
Trois jours plus tard, Justin et quelques joueurs des Giants furent à nouveau reçus comme invités spéciaux au Madison Square Garden lors du combat de boxe entre les super lourds Wladimir Klitschko et Sultan Ibragimov.
Le mois suivant, Tuck est à nouveau honoré pour sa performance lors du Super Bowl. Il échange un de ses maillots contre un stick de hockey remis par le joueur des New York Rangers, Jaromír Jágr. Après avoir assisté à son deuxième match de hockey sur glace, il devient fan des Rangers et déclare : «Je suis accro à ce jeu. C'est du football sur glace (I am hooked. It's football on ice).
Tuck participe également à de multiples causes philanthropiques. Entre autres, Justin et son coéquipier Michael Strahan en partenariat avec la société Nike ont dessiné leur propre paire de baskets, les bénéfices des ventes étant reversés à l'action caritative Let me Play.